# 放課後ヒーロー
『放課後ヒーロー』（ほうかごヒーロー）は、ウダノゾミによる日本の漫画。『月刊Gファンタジー』（スクウェア・エニックス）において連載された。全4巻。

## あらすじ
地味で普通な高校生、ナルくんこと成瀬ひろや。平和な日常を望む彼にはしかし、黒糖みやびという日常を破壊する友人がいた。いつも周囲を振り回す黒糖、ナルくんをフォローし、ともに振り回されるわっしーやかたるん、転校生のいなみん。個性的な友人に囲まれ、ナルくんは慌ただしい高校生活を送る。

## 登場人物
成瀬 ひろや（なるせ ひろや）
主人公。あだ名はナルくん。高校2年生。顔はそこそこ美形。性格は普通。黒糖からは「地味イケメン」と言われている。
黒糖 みやび（こくとう みやび）
高校2年生。自由奔放な性格の少年。金髪。家は甘味屋。
中学生の頃は地味で普通だったが、卒業式の日に自分のことを忘れていたビスコ先輩への復讐のために高校デビューし、今のようになった。
嶺井 かたる（みねい かたる）
高校2年生。あだ名はかたるん。長く伸ばした前髪で顔が隠れている。ボウリングが得意。
鷲塚 えいし（わしづか えいし）
高校2年生。あだ名はわっしー。髪型をマッシュルームカットにしている。小学生の妹と弟がおり、共働きの両親に代わって面倒を見ている。真面目。
稲見 ちひろ （いなみ ちひろ）
高校2年生。あだ名はいなみん。謎の美少女として転校してきたが、性別は男。黒糖の中学生時代の同級生で、黒糖のことが心配で転校してきた。家は金持ち。
黒糖みぞれ（こくとう みぞれ）
高校3年生。黒糖みやびの姉。家の甘味屋をよく手伝っており、ナルくんたちがアルバイトに来た時には積極的に仕事を教えていた。しかし、性格は弟と同じく自由奔放で、ナルくんたちのバイト中、口コミに影響されて『美少年茶屋』の企画をたてたり、弟の高校デビューを「おもしろそう」だから、と放置したりしている。
鷲塚ニコ（わしづか にこ）
わっしーの妹で、ふたばの双子の姉。7歳。兄と同じく、キノコのような髪型。かたるんのことが好き。
鷲塚ふたば（わしづか ふたば）
わっしーの弟で、ニコの双子の弟。7歳。兄と同じく、キノコのような髪型。やんちゃな性格。
嶺井かおる（みねい かおる）
かたるんの弟。中学3年生。兄とは対照的に、前髪を留めて額を出している。ボウリングが得意。いなみんが男と気付かず告白し、男だと知った時はショックを受けて倒れている。
一葉まとも（いちば まとも）
高校3年生。生徒会長。黒糖のことが好きで、彼に近づくために持ち物検査をして、生徒会の監視下に置いた。しかし、いざ手が触れ合うと、ドキドキしすぎて倒れてしまった。
桐矢つぐみ（きりや つぐみ）
高校2年生。生徒会会計。金の亡者。
紺野まほ（こんの まほ）
高校2年生。生徒会書記。卑怯な性格。
須王琵州子（すおう びすこ）
みぞれの中学生の頃の同級生。面倒見がよく、バレー部のキャプテンだった。黒糖みやびやいなみんはビスコ先輩と呼んでいる。
中学校の卒業式の時にコンタクトレンズを紛失し、自身を訪ねてきた後輩（黒糖みやび）がよく見えなかったため、「······誰?」と尋ねたが、それが黒糖みやびの誤解を生んだ。後に、黒糖の修学旅行で再会し、誤解はとけている。

## 単行本
- ウダノゾミ 『放課後ヒーロー』 スクウェア・エニックス〈Gファンタジーコミックス〉、全4巻
  1. 2011年12月27日発売 ISBN 978-4-7575-3462-9
  2. 2012年5月26日発売 ISBN 978-4-7575-3613-5
  3. 2012年11月27日発売 ISBN 978-4-7575-3805-4
  4. 2013年6月27日発売 ISBN 978-4-7575-3996-9
- 新装版
  1. 2016年4月22日発売、ISBN 978-4-7575-4949-4
  2. 2016年4月22日発売、ISBN 978-4-7575-4950-0